# Énergie nucléaire en Afrique
L'utilisation de l’énergie nucléaire en Afrique se limite actuellement à l'Afrique du Sud qui est le seul pays du continent africain à disposer d'une centrale nucléaire en fonctionnement, mais plusieurs contrats signés à la fin des années 2010 par des pays africains permettent d'en prévoir de s'en doter dans les années à venir.

## Situation du continent
Le continent africain est peu électrifié : 600 millions d’Africains, principalement en Afrique subsaharienne n’avaient toujours pas d’accès à l’électricité en 2016, alors que le développement économique et la croissance démographique entraînent une demande d’électricité est en forte croissance. L'électrification est également essentielle pour attirer de nouveaux investisseurs. En 2015, 77% de l’électricité était produite à partir de sources fossiles, 21% à partir de sources renouvelables, principalement hydraulique et géothermique.
Alors que le continent africain est particulièrement menacé par le changement climatique malgré des émissions par habitant relativement faibles, l'énergie nucléaire apparaît comme l'une des pistes possibles pour satisfaire une demande d'électricité en hausse avec un impact carbone faible. Mais de nombreux obstacles limitent son expansion, de nature technique, financière, mais aussi humaine et politique, alors que dans certains pays africains, l'exercice autoritaire du pouvoir et la corruption rendent irréaliste l'existence d'une autorité de sureté nucléaire fiable et indépendante[réf. nécessaire].
À la fin des années 2010, une dizaine envisagent d’utiliser l’énergie nucléaire outre l'Afrique du Sud qui l'intègre déjà dans son mix énergétique : le Nigeria, l’Égypte, le Ghana, le Niger, l’Ouganda, l’Algérie, le Maroc, la Tunisie, le Soudan, l’Éthiopie, le Rwanda, la Namibie et le Kenya. En 2018, selon l’Agence internationale de l'énergie atomique, plus du tiers des pays candidats à l’énergie nucléaire sont africains. 

## Politique énergétique par pays

### Pays pionniers

#### La République démocratique du Congo
Dans les années 1950, sur l’initiative du gouvernement belge, un réacteur nucléaire nommé « TRICO I », d’une puissance de 10 à 50 kW, est construit au Congo belge, à l’université de Lovanium à Léopoldville (Kinshasa). Ce réacteur est dédié la recherche, l’enseignement et la production d’isotopes à usages médicaux et agricoles. En 1970, après l'indépendance de la République démocratique du Congo, TRICO I est mis à l'arrêt, puis remplacé à l'initiative du Centre régional d’études nucléaires par un autre réacteur plus puissant TRICO II, d'un mégawatt, opérationnel en 1977.
Celui-ci est laissé à l'abandon depuis la fin des années 1990 en raison des deux guerres civiles congolaises, et connait une mort lente faute d’entretien et de remplacement de ces éléments de combustible défaillants. En mai 2018, à la demande du gouvernement de la RDC, un atelier organisé par l’Agence internationale de l’énergie atomique est organisé pour évaluer les conditions de redémarrage du réacteur à l’arrêt depuis 2004.

#### L'Afrique du Sud
En 2016, l'électricité d’Afrique du Sud provient à 90% du charbon, 6% du nucléaire, et 4% d’énergies renouvelables, principalement l'énergie solaire. Le pays ne dispose pas de ressources en hydrocarbures, mais fait partie des principaux producteurs de charbon dans le monde. 

À partir de la fin des années 1970, l’Afrique du Sud développe un programme nucléaire militaire secret très avancé en coopération avec Israël. L'Afrique du Sud construit six bombes atomiques aériennes de 15 kt et 20 kt avant de stopper son programme militaire avec l’arrivée au pouvoir du Congrès national africain (ANC), qui ratifie le Traité sur la non-prolifération des armes nucléaires.

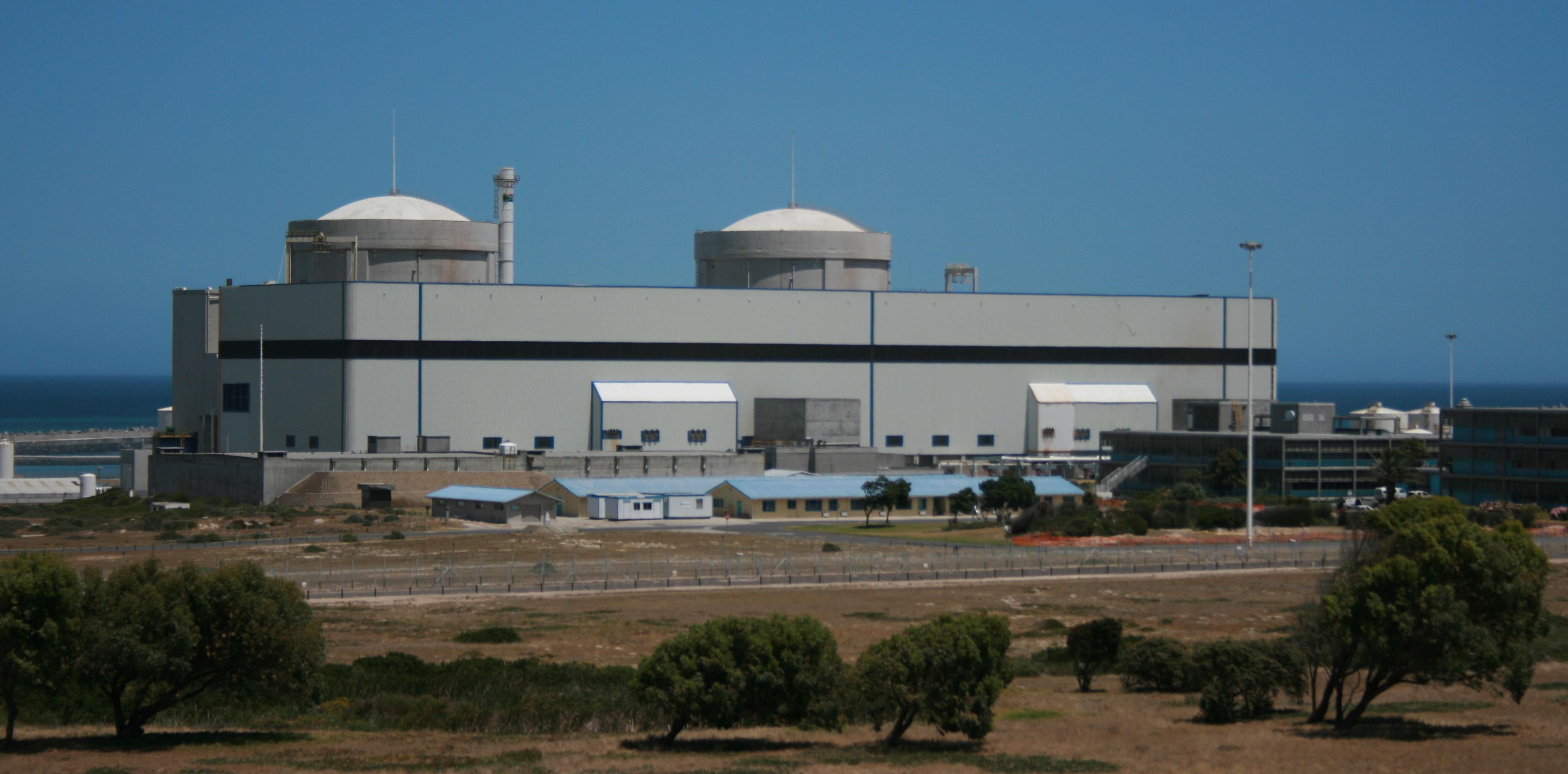
Centrale nucléaire de Koeberg, en Afrique du Sud

Parallèlement, le pays s’est doté de la centrale nucléaire de Koeberg (dont la construction commence en 1976) équipée de deux réacteurs atomiques, toujours en fonctionnement, pour compléter les besoins en électricité du pays.  Ces réacteurs sont construits par les entreprises publiques françaises EDF, Framatome, Alstom et SPIE et ont été mis en service en 1984 et 1985.   
Plus de trente ans après, cette centrale adossée au parc français pour les grandes opérations de maintenance est, dans un contexte post-apartheid, plutôt considérée comme une réussite. Elle produit en 2016, 15 TWh soit 6 % de l’électricité de l’Afrique du Sud et environ 2 % de l’électricité du continent. Elle est autorisée à tourner jusqu'en 2044. 
Au début des années 2010, le président Jacob Zuma lance un projet de développement du parc nucléaire sud-africain. Il projetait de construire six à huit nouveaux réacteurs d’une capacité totale de 9 600 MW pour un budget d'environ 70 milliards d’euros. La Russie, la France, la Corée du Sud et les États-Unis proposent leurs services. Mais le projet est finalement abandonné en 2018 par Cyril Ramaphosa, successeur de Jacob Zuma à la présidence du pays, et opposant au projet avant son élection.

### Nouveaux entrants et prospects
Plusieurs projets de développement nucléaire sont actuellement en cours sur le continent africain.

#### Égypte
La pression démographique joue un rôle important en Égypte, alors que sa population, dépassant en 2020 les 100 millions d’habitants, a un fort impact sur les besoins de production d'électricité. Les réserves de pétrole sont peu nombreuses, et les gisements de gaz offshore découverts en Méditerranée ne suffiront pas à couvrir sa consommation. 
L’Égypte lance un premier appel d’offres en 1983 pour construire un réacteur à El-Dabaa, à l’ouest d’Alexandrie, mais le programme est finalement reporté après la catastrophe de Tchernobyl en 1986. En 2015, le président Abdel Fattah Al-Sissi relance le projet de centrale nucléaire d'El-Dabaa et passe un contrat avec la compagnie russe Rosatom pour construire une centrale de quatre réacteurs, chacun d’une capacité de 1 200 mégawatts, dont la société russe doit assurer le fonctionnement pendant 60 ans. 
Ce projet est entériné par la signature d'un accord entre les présidents Vladimir Poutine et Abdel Fatah Al Sissi le 11 décembre 2017, pour un montant de 25 milliards de dollars. Début 2019, l’Egyptian Nuclear Regulation and Radiological Authority (ENRRA) accorde un permis de construire à El Daaba, sur la Méditerranée, à 300 km du Caire. 
Le groupe public russe Rosatom devrait construire la centrale, livrer le combustible nucléaire, former les employés, et assurer la maintenance et la réparation des unités de production. Les travaux devaient débuter en 2018 et le premier réacteur être livré en 2026. Cette centrale devrait contribuer, outre à la production d’électricité, aux besoins de dessalement de l’eau de mer, mais suscite des oppositions au sein de la population. Quant au combustible nucléaire utilisé, il doit être envoyé en Russie pour y être retraité. L’accord comprend l’établissement de normes de sécurité et la fourniture d’expertise, ainsi que la création d’usines pour produire des pièces de rechange pour la centrale . Le coût total du projet est estimé à 32 milliards de dollars, dont l’essentiel est financé par un prêt russe de 25 milliards de dollars, remboursable sur 22 ans à partir de 2029.
La construction du premier réacteur de la centrale a effectivement débuté officiellement le 20 juillet 2022.

#### Maroc
Les années suivant son indépendance obtenue en 1956 (fin des protectorats français et espagnol), le Maroc s'intéresse rapidement à l'énergie nucléaire, notamment en raison du potentiel géologique important de son sous-sol riche en phosphate, mais aussi, potentiellement, en uranium. Après plusieurs programmes de recherche menés par le gouvernement marocain dans les années 1960 et 1970 avec l'aide du financière Programme des Nations unies pour le développement, et l'aide technique du consortium soviétique Technoexpert et la société privée japonaise Metal Mining Agency, les conclusions révèlent que l'uranium marocain est trop dispersé ou difficile d'accès pour être rentable à exploiter.
Le Maroc est l'un des pays africains les plus ambitieux dans le secteur énergétique nucléaire, et un collaborateur clé sur le continent avec l’Agence internationale de l’énergie atomique. Cette organisation suit de près le développement du secteur nucléaire du royaume, qui ne dispose en 2022 que d’un centre de recherche nucléaire situé à Mamora, le réacteur RAA-1, de type TRIGA Mark II conçu par la compagnie américaine General Atomics. S’il ne produit pas d’électricité, ce dernier permet au royaume chérifien  de fabriquer des radionucléides, exploitables dans les thérapies contre le cancer ou contre la fièvre aphteuse.
En octobre 2022, le Maroc signe avec la Russie un accord bilatéral en matière de coopération nucléaire. Cet accord prévoit que la Russie, via sa compagnie énergétique Rosatom, contribuera à la conception et à la construction de réacteurs nucléaires et partagera son expertise dans le domaine du cycle du combustible, du combustible nucléaire usé et de la gestion des déchets. Rosatom travaillera également avec les autorités marocaines à l'exploration de gisements d'uranium, à la formation du personnel des centrales nucléaires et à la formation des employés de l'organisme public chargé de réglementer la sécurité nucléaire et radiologique, le Centre national de l'énergie, des sciences et de la technologie nucléaires (CNESTEN).

#### Algérie
Le programme nucléaire de l'Algérie est lancé en 1981 avec l'aide de l'Argentine, puis de la République populaire de Chine. L'Algérie nie depuis cette date développer un programme nucléaire militaire et signe le traité de non-prolifération nucléaire en 1995. Cependant, des sources comme le Centro Nacional de Inteligencia espagnol estiment en 1998 que « l'Algérie a l'intention de produire du plutonium à usage militaire, un matériau capable de fabriquer une arme nucléaire ».
En 2008, l’Algérie envisage de construire une centrale nucléaire pour produire de l'électricité, elle examine alors une coopération avec la France, les États-Unis et la Russie, mais jusqu'en 2022, ce projet ne se concrétise pas,. 

#### Soudan
Jusqu'à la fin des années 2010, le Soudan, gouverné par une dictature militaire islamiste, est considéré comme peu capable d'instaurer une autorité de sûreté nucléaire compétente et suffisamment indépendante pour ne pas être soumise au bon vouloir des dirigeants. Le risque en cas d’introduction du nucléaire peut donc sembler très élevé. 
Toutefois, en mai 2016, la Chine signe avec les autorités soudanaises un accord cadre pour la construction d'un réacteur nucléaire de 600 mégawatts, via l'entreprise publique China National Nuclear Corporation .
Au Soudan, le projet de développement d'une grande station nucléaire à Khartoum, censé voir le jour d'ici 2025, à la suite d'un accord signé entre le Soudan et la Russie en décembre 2017. Le 12 mars 2018, une délégation soudanaise se rend en Russie pour définir un plan de route pour la transformation de la station flottante du port de Bachayer, sur le Nil, d'une petite capacité de 150 mégawatts, et fonctionnant à l'énergie nucléaire. À noter que le Soudan possède la troisième plus grande réserve d'uranium au monde.

#### Nigeria
En octobre 2017, la Russie et le Nigéria signent une série d'accords portant sur la construction et l'exploitation d'une centrale nucléaire et d'un centre de recherche polyvalent au Nigéria. Le Nigéria ambitionne d'augmenter sa capacité énergétique à 4 800 MW (soit une augmentation de 1 200 MW) à l'horizon 2030, grâce à la construction de trois centrales nucléaires supplémentaires. 
Début juin 2018, le programme nucléaire du Nigeria a franchi une nouvelle étape grâce à la signature d’un accord entre le gouvernement nigérien et l'entreprise canadienne StarCore Nuclear. portant sur la fourniture de 23 petits réacteurs nucléaires installés dans plusieurs mini centrales nucléaires, réparties sur l’ensemble du territoire du Nigeria. L’accord signé avec StarCore Nuclear prévoit l’installation de réseaux pour électrifier les zones raccordées aux futures centrales nucléaires.[réf. nécessaire]

#### Kenya
Avec l'insuffisance de la production à partir des ressources hydrauliques, éoliennes et géothermiques programmé en 2025, le Kenya qui importe de l'électricité d'Éthiopie, cherche des sources alternatives pour satisfaire sa forte demande intérieure en énergie. Les ambitions nucléaires du pays sont portées par la Kenya Nuclear Electricity Board (KNEB), qui multiplie les partenariats à l'international avec pour objectif d'atteindre une capacité nucléique installée de 4 000 MW en 2027. Des pays comme la Slovaquie, la Corée du Sud, la France et désormais la Chine se sont pressés à Nairobi pour proposer leur savoir-faire dans l'exploitation du nucléaire.

#### Éthiopie
En 2017, un mémorandum d'entente est signé entre Rosatom et l’Éthiopie pour développer de la formation et de l’information sur les techniques nucléaires et à envisager la construction de réacteurs de recherche et de centrales électriques.

#### Burkina Faso
En octobre 2023, le gouvernement du Burkina Faso signe un accord avec son homologue russe pour la construction d'une centrale nucléaire russe qui devrait couvrir les besoins en électricité de la population Burkinabèse. Ce pays importe une grande partie de son électricité auprès de ses voisins, alors qu'en 2020, seuls 22,5 % des Burkinabés avaient accès à l’électricité, selon la Banque africaine de développement.

#### Somalie
En septembre 2024, la Somalie rejoint les pays membres de l’Agence internationale de l’énergie atomique. Cela dans le cadre d'un "engagement en faveur de l’utilisation pacifique de l’énergie nucléaire et du développement durable" du pays.

### Pays ayant rejeté cette solution énergétique
En août 2018, le gouvernement de l'île Maurice déclare que l'option nucléaire dans le mix électrique du pays n'est pas envisagée car elle n’est pas considérée comme économiquement viable, et son image négative serait nuisible au secteur touristique.

## Investissement et soutiens internationaux sur le continent africain

### Investissement dans l'énergie nucléaire
Faute d’industrie nucléaire nationale, les pays africains souhaitant se doter d'énergie nucléaire sollicitent des acteurs et vendeurs internationaux. En pratique, ce sont principalement les entreprises publiques russes (Rosatom en Égypte, Tunisie, Algérie, Maroc, Ghana, Éthiopie, Soudan, Zambie, Nigeria, Rwanda, RDC) et chinoises (China National Nuclear Corporation au Soudan, et Ouganda, et China General Nuclear au Kenya), et dans un moindre mesure, française (EDF et Framatome en Afrique du Sud) et belge (en République démocratique du Congo). Ces acteurs proposent des offres « clé en main » incluant la construction, l'exploitation et le démantèlement des réacteurs. En plus de coûts compétitifs, ces offres qui incluent des solutions de financement et de formation des personnels, permettent de promettre un accès rapide à une infrastructure nucléaire convenable et auditable par l’Agence internationale de l'énergie atomique.

### Audits de l'Agence internationale de l'énergie atomique
L’Agence internationale de l'énergie atomique propose un accompagnement par étapes pour les pays candidats. Elle réalise des audits au cours desquels la politique, la stratégie nationale, les modes de gestion et d’organisation, le cadre juridique ou la qualification du personnel sont examinés par des experts. Presque tous les pays africains sont membres de l’AIEA, mais leur utilisation du nucléaire se limite en général à des aspects médicaux, à l'exception de quelques pays qui disposent de réacteurs de recherche de petite puissance.
Au Congo, le réacteur nucléaire de Kinshasa, premier à être installé sur le continent africain, est soumis au système de contrôle des garanties de l'Agence internationale pour l'Énergie atomique (AIEA) et fait l'objet d'une inspection annuelle.

## Réserves d'uranium
Le continent africain dispose d’importantes réserves d’uranium, environ 20% des réserves mondiales, essentiellement concentrées en Afrique du Sud, au Niger, en Namibie, au Malawi, au Gabon et en République démocratique du Congo,. 

### Niger
Le Niger, l’un des pays les moins électrifiés de la planète, dispose de la quatrième plus grosse réserve mondiale d’uranium, alors que la production d’uranium, qui représentait encore 60 % des recettes d’exportation du Niger en 2010. Un important gisement d'uranium, le gisement d'uranium d'Imouraren au sud d’Arlit, n’est lui toujours pas exploité, pourrait produire près de cinq-mille tonnes d'uranium métal par an pendant trente-cinq ans.

### Namibie
En 2017, la Namibie était le quatrième producteur mondial d’uranium. La mine d'uranium de Rössing, la plus ancienne du pays exploitée depuis 1976, devrait fermer ses portes d'ici 2022. 
L'un des principales mines d'uranium actuellement en exploitation est la mine de Husab, exploitée depuis 2014 par la China General Nuclear Power Corporation. En mars 2016, le ministre namibien des finances Calle Schlettwein annonce le triplement de la production d'uranium d’ici à 2017, à 11 000 tonnes, avec la montée en puissance de la mine de Husab.
Le projet de mine d'uranium de Trekkopje est gelé par Areva depuis 2012 et n'est jamais entré en production.

### République démocratique du Congo

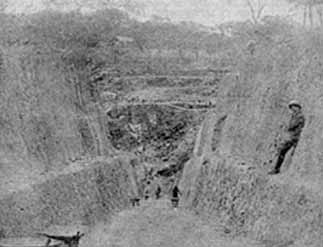
La mine de Shinkolobwe en 1925

La République démocratique du Congo a des réserves d’uranium essentiellement concentrées dans la mine de Shinkolobwe, dans la province de Katanga au sud-est du pays. Exploitée par l'Union minière du Haut Katanga, cette mine a fourni l'uranium des bombes atomiques larguées sur Hiroshima et Nagasaki en août 1945, alors que le Congo était une colonie belge.
Le 26 mars 2008, lors de la visite du président Nicolas Sarkozy, un accord a été signé entre le Ministre congolais des Mines et la présidente du directoire d'Areva Anne Lauvergeon, lequel porte sur la recherche et l’exploitation de l’uranium sur le sol congolais.
En mars 2009, le gouvernement congolais signe avec le groupe nucléaire français Areva un accord donnant à cette société le monopole sur l’exploration et l’exploitation de l’uranium sur l'ensemble du territoire de République Démocratique du Congo, dont le gisement de Shinkolobwe.

### Malawi
La plus ancienne et principale mine d'uranium du Malawi est la mine de Kayelekera. En 2010, cette mine produisait 2 % de la production mondiale d'uranium mais elle est à l'arrêt depuis 2014.

### Gabon
Le Gabon a été un important producteur d'uranium jusqu'en 1999. La Compagnie des mines d'uranium de Franceville, compagnie minière française créée par le Commissariat à l'énergie atomique et aux énergies alternatives (CEA) puis prise en charge par la COGEMA dans les années 1970-1990, puis par Areva, était responsable de l'exploitation de ces ressources. Le site de Mounana était le principal gisement du pays.
Le Gabon a la particularité d'abriter un réacteur nucléaire naturel, le réacteur d'Oklo qui aurait fonctionné il y a environ deux milliards d'années.

## Obstacles à la diffusion de l'énergie nucléaire en Afrique
Outre les aspects techniques, humains et politiques (risques liés à la corruption), le nucléaire est une industrie à cycle d’investissement très long : la production électrique ne commence que longtemps après le début des travaux. Il faut donc mobiliser pendant une dizaine d’années des capitaux très importants, ce qui n’est pas trivial sur le continent africain et cela fait que de nombreux projets ne dépassent pas le stade « d’accord sur le papier ».
De plus de nombreuses zones d’instabilités politiques fortes, voire de guerres civiles demeurent en Afrique, ce qui est peu compatible avec le développement d’une infrastructure électronucléaire sûre.